# Castronuño

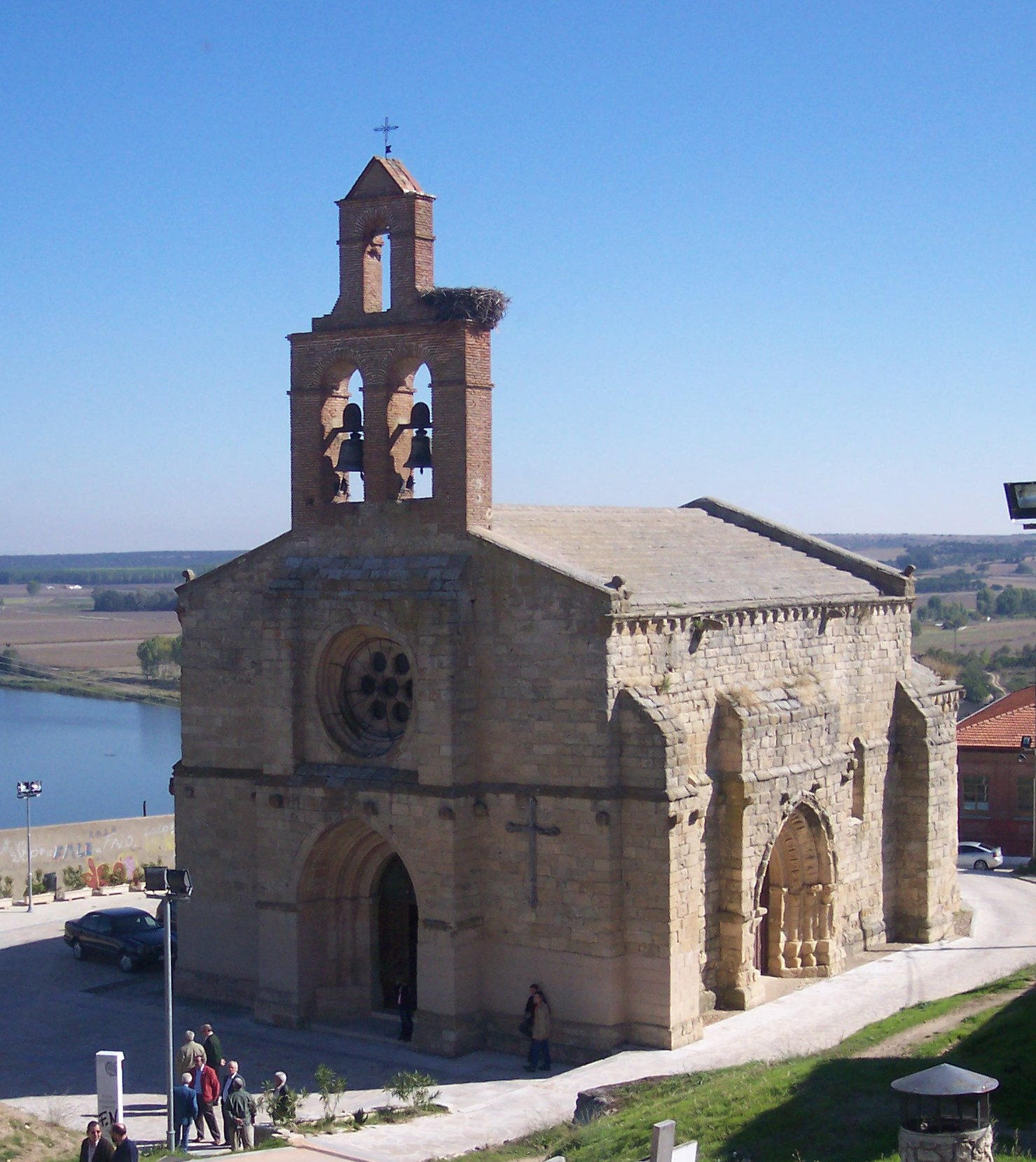
Kerk

Castronuño is een gemeente in de Spaanse provincie Valladolid in de regio Castilië en León met een oppervlakte van 124,46 km². Castronuño telt 888 inwoners (1 januari 2016).